# Hans Georg Strömfelt
Hans Georg Strömfelt, född 1676, död 16 mars 1733 i Jönköping, var en svensk ämbetsman.

## Biografi
Hans Georg Strömfelt föddes 1676. Han var son till landshövdingen Harald Strömfelt i Skaraborgs län och Maria Mörner af Morlanda. Strömfelt blev i november 1691 student vid Lunds universitet och var sedan hovjunkare hos änkedrottningen Hedvig Eleonora av Holstein-Gottorp. Han blev 4 juni 1708 assessor i Göta hovrätt och i augusti 1718 lagman i Skaraborgs läns lagsaga. Strömfelt blev 6 maj 1719 hovrättsråd i Göta hovrätt. Han avled 1733 i Jönköping och begravdes 3 april samma år i Vrigstads kyrka.

### Egendom
Strömfelt ägde gårdarna Lundholmen i Vrigstads socken, Strömhult i Slätthögs socken och Landsjö i Kimstads socken.

### Familj
Strömfelt gifte sig första gången med1704 med friherrinnan Christina Ebba Leijonhufvud (1675–1727), dotter av landshövdingen Axel Gabriel Leijonhufvud och friherrinnan Elsa Ebba Bielkenstierna. Christina Ebba Leijonhufvud var änka efter livdrabanten Fredrik von Preutz. Strömfelt och Leijonhufuvd fick tillsammans barnen Elsa Maria Strömfelt (född 1706) som var gift med generalmajoren Georg Johan Taube af Sesswegen, presidenten Carl Harald Strömfelt (1709–1775), Fredrika Christina Strömfelt (1710–1762) som var gift med löjtnanten Johan Abraham Ulfsparre af Broxvik och generalmajoren Ludvig Fahlström och regementskvartermästaren Axel Knut Strömfelt (1713–1742) vid Smålands kavalleriregemente.
Strömfelt gifte sig andra gången 28 augusti 1728 på Charlottenborg i Vinnerstads församling med grevinnan Catharina Sofia Lewenhaupt (1698–1772), dotter av generalen Adam Ludvig Lewenhaupt och grevinnan Brita Dorotea Lewenhaupt. Efter Strömfelts död gifte Lewenhaupt om sig med presidenten Carl Gustaf Cronhjort.